# 7ª edizione del Kisung femminile
La 7ª edizione del Kisung femminile si è disputata tra il 18 settembre e il 19 dicembre 2023: si è trattato della settima edizione della nuova incarnazione del Kisung femminile, una delle maggiori competizioni goistiche sudcoreane riservate alle professioniste. In finale, Kim Eun-ji ha sconfitto per 2-1 Choi Jeong, ribaltando lo 0-2 contro Choi della finale dell'edizione precedente e ottenendo il suo primo titolo femminile maggiore all'età di 16 anni.
Si tratta di un torneo a eliminazione diretta, con 16 goiste che partono dai sedicesimi di finale e otto che accedono direttamente agli ottavi di finale. La finale è al meglio delle tre partite; è prevista anche una finale per il terzo e quarto posto, su partita secca.
Il primo turno è stato disputato tra il 18 settembre e il 10 ottobre; il secondo turno tra il 16 ottobre e il 7 novembre; il terzo turno tra il 13 e il 20 novembre; le semifinali sono state disputate il 27 e 28 novembre.

## Competizione
|  | Sedicesimi di finale  | Sedicesimi di finale  | Sedicesimi di finale |  |  | Ottavi di finale  | Ottavi di finale  | Ottavi di finale |               |       | Quarti di finale | Quarti di finale | Quarti di finale |               |     | Semifinali | Semifinali | Semifinali |            |   | Finale | Finale | Finale |  |
|  |                       |                       |                      |  |  |                   |                   |                  |               |       |                  |                  |                  |               |     |            |            |            |            |   |        |        |        |  |
|  | Kim Soo-jin 6d        | Kim Soo-jin 6d        | N+1,5                |  |  |                   |                   |                  |               |       |                  |                  |                  |               |     |            |            |            |            |   |        |        |        |  |
|  | Kim Min-seo 3d        | Kim Min-seo 3d        |                      |  |  | Kim Soo-jin       | Kim Soo-jin       |                  |               |       |                  |                  |                  |               |     |            |            |            |            |   |        |        |        |  |
|  |                       |                       |                      |  |  | Cho Hye-yeon 9d   | Cho Hye-yeon 9d   | B+R              |               |       |                  |                  |                  |               |     |            |            |            |            |   |        |        |        |  |
|  |                       |                       |                      |  |  |                   |                   |                  |               |       | Cho Hye-yeon     |                  |                  |               |     |            |            |            |            |   |        |        |        |  |
|  | Lee Sul-joo 2d        | Lee Sul-joo 2d        |                      |  |  |                   |                   | Choi Jeong       | Choi Jeong    | N+R   |                  |                  |                  |               |     |            |            |            |            |   |        |        |        |  |
|  | Kim Min-ji 1d         | Kim Min-ji 1d         | B+R                  |  |  | Kim Min-ji        | Kim Min-ji        |                  |               |       |                  |                  |                  |               |     |            |            |            |            |   |        |        |        |  |
|  |                       |                       |                      |  |  | Choi Jeong Kisung | Choi Jeong Kisung | B+R              |               |       |                  |                  |                  |               |     |            |            |            |            |   |        |        |        |  |
|  |                       |                       |                      |  |  |                   |                   |                  |               |       | Choi Jeong       | Choi Jeong       | N+R              |               |     |            |            |            |            |   |        |        |        |  |
|  | Kwon Hyo-jin 8d       | Kwon Hyo-jin 8d       | N+R                  |  |  |                   |                   |                  |               |       |                  |                  | Kim Jae-young    | Kim Jae-young |     |            |            |            |            |   |        |        |        |  |
|  | Lee Seo-young (dil.)  | Lee Seo-young (dil.)  |                      |  |  | Kwon Hyo-jin      | Kwon Hyo-jin      |                  |               |       |                  |                  |                  |               |     |            |            |            |            |   |        |        |        |  |
|  |                       |                       |                      |  |  | Kim Kyeon-geun 4d | Kim Kyeon-geun 4d | B+9,5            |               |       |                  |                  |                  |               |     |            |            |            |            |   |        |        |        |  |
|  |                       |                       |                      |  |  |                   |                   |                  |               |       | Kim Kyeon-geun   |                  |                  |               |     |            |            |            |            |   |        |        |        |  |
|  | Lee Dae-hyeoi 5d      | Lee Dae-hyeoi 5d      |                      |  |  |                   |                   | Kim Jae-young    | Kim Jae-young | B+R   |                  |                  |                  |               |     |            |            |            |            |   |        |        |        |  |
|  | Park Tae-hee 3d       | Park Tae-hee 3d       | N+R                  |  |  | Park Tae-hee      | Park Tae-hee      |                  |               |       |                  |                  |                  |               |     |            |            |            |            |   |        |        |        |  |
|  |                       |                       |                      |  |  | Kim Jae-young 8d  | Kim Jae-young 8d  | N+R              |               |       |                  |                  |                  |               |     |            |            |            |            |   |        |        |        |  |
|  |                       |                       |                      |  |  |                   |                   |                  |               |       | Choi Jeong       | Choi Jeong       | 1                |               |     |            |            |            |            |   |        |        |        |  |
|  | Park Ji-young 1d      | Park Ji-young 1d      | B+15,5               |  |  |                   |                   |                  |               |       |                  |                  |                  |               |     |            |            | Kim Eun-ji | Kim Eun-ji | 2 |        |        |        |  |
|  | Kwon Joo-ri 3d        | Kwon Joo-ri 3d        |                      |  |  | Park Ji-young     | Park Ji-young     |                  |               |       |                  |                  |                  |               |     |            |            |            |            |   |        |        |        |  |
|  |                       |                       |                      |  |  | Kim Hyeoi-min 9d  | Kim Hyeoi-min 9d  | B+R              |               |       |                  |                  |                  |               |     |            |            |            |            |   |        |        |        |  |
|  |                       |                       |                      |  |  |                   |                   |                  |               |       | Kim Hyeoi-min    | Kim Hyeoi-min    | B+R              |               |     |            |            |            |            |   |        |        |        |  |
|  | Jeong Yoo-jin 4d      | Jeong Yoo-jin 4d      |                      |  |  |                   |                   | O Yu-jin         | O Yu-jin      |       |                  |                  |                  |               |     |            |            |            |            |   |        |        |        |  |
|  | Cha Joo-hyeoi 2d      | Cha Joo-hyeoi 2d      | B+R                  |  |  | Cha Joo-hyeoi     | Cha Joo-hyeoi     |                  |               |       |                  |                  |                  |               |     |            |            |            |            |   |        |        |        |  |
|  |                       |                       |                      |  |  | O Yu-jin 9d       | O Yu-jin 9d       | N+R              |               |       |                  |                  |                  |               |     |            |            |            |            |   |        |        |        |  |
|  |                       |                       |                      |  |  |                   |                   |                  |               |       | Kim Hyeoi-min    |                  |                  |               |     |            |            |            |            |   |        |        |        |  |
|  | Lee Nam-kyeong (dil.) | Lee Nam-kyeong (dil.) |                      |  |  |                   |                   |                  |               |       |                  |                  | Kim Eun-ji       | Kim Eun-ji    | N+R |            |            |            |            |   |        |        |        |  |
|  | Lee Young-joo 4d      | Lee Young-joo 4d      | B+R                  |  |  | Lee Young-joo     | Lee Young-joo     |                  |               |       |                  |                  |                  |               |     |            |            |            |            |   |        |        |        |  |
|  |                       |                       |                      |  |  | Heo Seo-hyun 4d   | Heo Seo-hyun 4d   | N+R              |               |       |                  |                  |                  |               |     |            |            |            |            |   |        |        |        |  |
|  |                       |                       |                      |  |  |                   |                   |                  |               |       | Heo Seo-hyun     |                  |                  |               |     |            |            |            |            |   |        |        |        |  |
|  | Choi Min-seo (dil.)   | Choi Min-seo (dil.)   |                      |  |  |                   |                   | Kim Eun-ji       | Kim Eun-ji    | N+0,5 |                  |                  |                  |               |     |            |            |            |            |   |        |        |        |  |
|  | Kim Hee-soo 1d        | Kim Hee-soo 1d        | B+R                  |  |  | Kim Hee-soo       | Kim Hee-soo       |                  |               |       |                  |                  |                  |               |     |            |            |            |            |   |        |        |        |  |
|  |                       |                       |                      |  |  | Kim Eun-ji 7d     | Kim Eun-ji 7d     | N+R              |               |       |                  |                  |                  |               |     |            |            |            |            |   |        |        |        |  |

### Finali
La finale per il terzo e quarto posto è stata vinta da Kim Jae-young contro Kim Hyeoi-min; si tratta del secondo terzo posto consecutivo per Kim Jae-young.
La finale è una sfida al meglio delle tre partite, tra Choi Jeong (alla sesta finale consecutiva) e Kim Eun-ji: si tratta delle rivincita della finale dell'edizione precedente, in cui Choi sconfisse 2-1 Kim.